# Вингбек
Вингбек (енгл. Wingback), скраћено WB, позиција је у америчком фудбалу. Део је нападачке формације са једним крилом чији је циљ збуњавање одбрамбене линије. Вингбек је ранинбек који је позициониран искоса иза тајтенда. Има различита задужења. Најчешће блокира продор дефанзивне линије, те хвата пасове.